# Économie de l'Isère
 (mars 2008).
Si vous disposez d'ouvrages ou d'articles de référence ou si vous connaissez des sites web de qualité traitant du thème abordé ici, merci de compléter l'article en donnant les références utiles à sa vérifiabilité et en les liant à la section « Notes et références ».

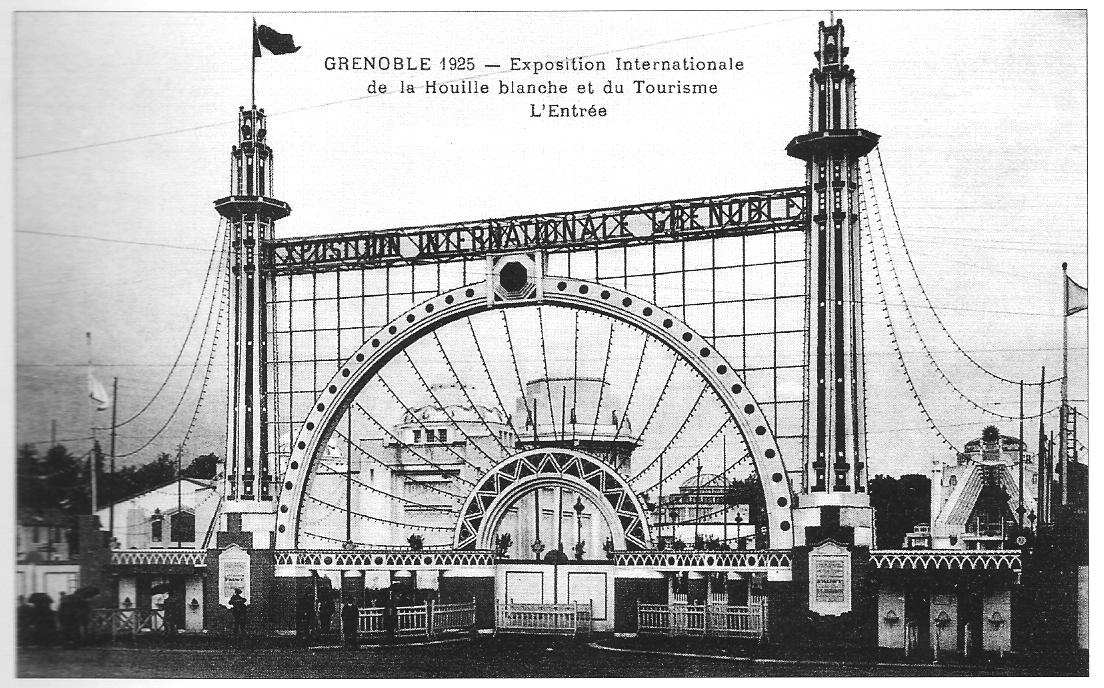
Exposition internationale de la houille blanche de 1925 à Grenoble.

Le département de l'Isère se situe, de longue date, dans le peloton de tête de l'activité économique et industrielle de la France. Il jouit pour cela d'une histoire économique déjà ancienne, marquée notamment par l'industrie textile, liée à la proximité de Lyon (soieries du pays de Bourgoin).

## Agriculture

### Surface et présence
Au recensement agricole de 2000, le département compte 8 808 exploitations agricoles dont l'activité principale est d'abord celle des grandes cultures céréalières et ensuite l'élevage bovin. Ces exploitations agricoles, bien qu'en recul en termes d'effectifs (avec 50 % des départs compensés par des installations), occupent plus de 250 000 hectares[réf. nécessaire].
En 2010, le département compte 5000 exploitations dont 3500 professionnelles, soit 11 500 salariés et 6000 exploitants sur 241 265 hectares (environ 68 hectares en moyenne pour une exploitation professionnelle). L'agriculture iséroise génère 460 millions d'euros de chiffre d'affaires en 2009.
En 2020, on compte 4830 exploitations avec 175 nouveaux agriculteurs en moyenne par an (dont 120 de moins de 40 ans) sur 240 300 hectares de surface agricole utile, soit 30 % de la superficie du département.

### Risques
Les sécheresses sont un danger pour l'agriculture en Isère.
Le vieillissement des agriculteurs est lui aussi un problème comme partout en France. La Chambre d'agriculture de l'Isère crée des dispositifs d'accompagnement au départ et à l'installation pour pallier ce problème.

### Produits
L'agriculture est présente sur tout le département, y compris en région montagneuse, ce qui mène à la production de produits divers : la noix de Grenoble, le fromage Bleu de Sassenage et les vins de Savoie (produits aussi dans la commune iséroise de Chapareillan) sont des appellations d'origine protégée, tandis que les vins de l'Isère (20 cépages), le fromage Saint-Marcellin et une petite partie de la zone du fromage Gruyère français en Chartreuse sont d'indication géographique protégée.
Plus d'une exploitation sur deux est en élevage avec 600 exploitations pour le lait de vache, 581 pour la viande, 215 pour la volaille et entre 120 et 170 chacune pour les brebis, les chèvres et les porcs. Le département produit des pommes et des fraises, le maraîchage est commun en plaine et en zone périurbaine, et il inclut 6855 hectares de vergers de noyers et 2285 hectares de vergers fruitiers. En 2022, une exploitation de chanvre ouvre, après son abandon au cours du vingtième siècle. La noix de Grenoble fait 8600 tonnes de noix sur 5440 hectares de vergers en 2020.
En 2010, l'agriculture biologique est présente dans 527 exploitations (19 000 hectares), surtout pour le maraîchage et l'élevage des ovins et caprins. En 2020, 28 242 hectares (676 exploitations) sont cultivés en bio. L'augmentation se remarque surtout sur la production laitière.

### Distribution
Le bassin de consommation entre Grenoble, Lyon et Chambéry est propice au circuit court, qui représente une exploitation sur trois dans le département. L'Isère est aussi le département avec le plus de points de vente collectifs en 2010.

## Entreprises
Les autres activités économiques reposent sur plus de 65 000 établissements actifs, dont la moitié ne comptent aucun salarié mais 1 310 en comptent plus de 50. De ce point de vue, le département est l'un des plus dotés en établissements de grande taille.
L'histoire industrielle de l'Isère est d'abord et avant tout celle de l'utilisation de la force motrice de l'eau pour la production d'électricité et les usages industriels en découlant.
Les industries les plus anciennes du département sont celles du papier carton, grâce à l'utilisation de l'eau et des coupes de bois réalisées dans les forêts alpines et celle de l'électrométallurgie, notamment la transformation de l'aluminium par électrolyse. C'est en effet dans une usine située à Froges que fut mis en œuvre pour la première fois en France le procédé Héroult.
Même si ces industries ont connu, comme bien d'autres, une réduction de leur activité et des effectifs employés, elles ont constitué une étape dans l'histoire économique du département.
Le XXe siècle aura connu un développement sensible des activités industrielles : une forte industrie agro-alimentaire, employant plus de 6 000 personnes, s'appuie notamment sur la qualité des produits agricoles du département (laiteries, fromageries, pâtisserie et boulangerie industrielles, transformation des viandes) ; un développement multiforme des activités métallurgiques et des constructions mécaniques (emballages, construction de machines-outils, de machines et d'équipements destinés à l'extraction minière par exemple) ; essor constant de la production de biens intermédiaires dans le champ des constructions électriques et électroniques (transformateurs, automatismes, microprocesseurs); activités chimiques (notamment sur le couloir rhodanien) ; production de machines informatiques, il n'y a guère de domaine industriel où l'Isère n'ait pas quelque activité.
Tout au plus peut on peut constater une faible présence de l'industrie automobile et, toutes choses égales par ailleurs, un secteur du bois finalement assez marginal.
L'industrie continue de constituer le premier vecteur d'emplois dans le département avec plus de 28 % des effectifs salariés du secteur privé (source ASSEDIC), et de nombreuses entreprises de grande importance ont une activité significative dans le département : Merlin Gerin dans le domaine des constructions électriques, Caterpillar dans celui des machines et des gros équipements, STMicroelectronics  dans le domaine de la microélectronique; Valeo dans celui des moteurs ; Hewlett-Packard dans le domaine de l'informatique.
L'industrie iséroise comprend aussi des entreprises comme Calor (appareillage électroménager) ou Aoste (produits de charcuterie).
Le secteur du bâtiment et des travaux publics propose pour sa part, fin 2006, plus de 26 500 emplois (un peu plus de 8 % des effectifs salariés du secteur privé).

## Commerce et services
Les activités commerciales, notamment portées par l'activité des enseignes de grande surface pour ce qui est du commerce de détail et par le commerce de produits industriels dans le champ du commerce de gros, emploient un peu moins de 54 000 personnes, soit 17 % des effectifs salariés.
Le secteur du transport, de la logistique et des télécommunications, s'appuyant sur la qualité des communications du département (autoroute du Sud, aéroport de Lyon-Saint-Exupéry) emploie un peu moins de 18 000 salariés, soit 5,6 % des effectifs.
Ce secteur comprend notamment les employés des sociétés de remontées mécaniques présentes sur les stations de sports d'hiver.
Le secteur de l'hôtellerie et de la restauration, largement porté par l'activité touristique hivernale et les stations de haute montagne, emploie un peu plus de 14 000 personnes, et constitue notamment, et naturellement, un employeur important sur les cantons de Villard-de-Lans ou de Le Bourg-d'Oisans.
Le secteur des services aux entreprises est important avec plus de 48 000 emplois, soit un peu plus de 15 % des salariés mais compte d'abord près de 26 500 salariés dans le champ de l'intérim, du gardiennage et de la sécurité, toutes activités en général faiblement rémunérées et sous-qualifiées.
Toutefois, l'existence d'un fort potentiel scientifique dans le département trouve aussi son illustration par la présence de près de 8 000 emplois dans le secteur de l'informatique (en plus des activités de production de matériel informatique et de commercialisation de ces matériels et de leurs composants), plus de 2 600 emplois dans les métiers de recherche et développement, et plus de 6 500 emplois dans le champ de l'ingénierie et du conseil technique.
Situation que l'on rencontre fondamentalement dans l'agglomération grenobloise, et les cantons d'Eybens, de Meylan ou encore de Saint-Ismier, où la filière informatique s'est largement développée sous tous ses aspects.
Enfin, le secteur de l'action sanitaire et sociale emploie, pour ce qui concerne le secteur privé, plus de 22 400 personnes, dans un champ d'activité naturellement marqué ces dernières années par le développement des structures d'accueil et d'hébergement et par celui de l'aide à domicile.

## Situation globale
Au total, l'Isère participe pleinement à la richesse du pays, avec un produit intérieur de près de 26 milliards d'euros fin 2000, produit entre autres de la diversité de ses productions industrielles.
Le département se situe au 14e rang national pour la richesse créée, au 17e rang pour la richesse créée par habitant, et au 12e rang pour la production par emploi, où il figure dans le peloton de tête des départements de province, cinq des douze premiers départements de ce classement étant des départements franciliens.
L'avenir des activités économiques du département semble assez fortement lié, cependant, aux stratégies menées par les grands groupes industriels et économiques qui englobent les principales entreprises. Les dernières années ont d'ores et déjà été marquées par des conflits sociaux majeurs, dans plusieurs entreprises importantes, y compris dans le secteur des technologies nouvelles et de l'informatique.
Et nombre de grands établissements pratiquent régulièrement des réductions d'effectifs, notamment dans le cadre du non-remplacement des personnels partant en retraite. L'enquête annuelle Besoins de main d'œuvre (source ASSEDIC) illustre d'ailleurs assez bien ce processus.
Si les offres d'emplois sont relativement dynamiques dans le département (plus de 25 000 offres repérées par les services de l'ASSEDIC), elles se concentrent de plus en plus sur des professions de service, soumises notamment à la précarité des conditions d'embauche.
Les cinq premières professions recherchées en 2007 sont les suivantes : agents d'entretien (2 086 offres), employés du secteur de l'hôtellerie (1 663 offres), animateurs des activités sportives ou culturelles (1 538 offres), caissiers, employés de libre-service (728 offres) et cuisiniers (609 offres). Ces cinq professions sont majoritairement proposées dans le cadre de contrats à durée déterminée ou saisonniers, notamment dans les centres touristiques du département. Les professions de “ matière grise ” n'apparaissent qu'ensuite, avec 598 offres d'ingénieurs d'études et de recherche, et 555 d'ingénieurs et de cadres de l'informatique.